# Aabenraa Sygehus
Aabenraa Sygehus er et offentligt drevet sygehus i Aabenraa. Det ejes af Region Syddanmark og drives af Sygehus Sønderjylland. Ifølge regionens vedtagne sygehusstruktur skal det fungere som akutsygehus og er derfor under udvidelse. Sygehuset skal overtage funktioner fra både Sønderborg og Tønder sygehuse.